# Francesco Passaro
Francesco Passaro (Perugia, 7 januari 2001) is een Italiaans tennisser.

## Carrière
Passaro maakte zijn profdebuut in 2019 en won zijn eerste challenger in 2022. Hij behaalde tweemaal goud in 2022 op de Middellandse Zeespelen zowel in het enkel- en dubbelspel, het dubbel was aan de zijde van Matteo Arnaldi. Hij werd aan het eind van het jaar geselecteerd voor de Next Generation ATP Finals.

## Palmares
| Legenda                       | Legenda               |
| ----------------------------- | --------------------- |
| Grand Slam                    |                       |
| Olympische Spelen             |                       |
| tot 2009                      | vanaf 2009            |
| Tennis Masters Cup            | ATP Finals            |
| ATP Masters Series            | ATP Tour Masters 1000 |
| ATP International Series Gold | ATP Tour 500          |
| ATP International Series      | ATP Tour 250          |

### Enkelspel
| Nr.                  | Datum        | Toernooi | Ondergrond | Tegenstander in finale | Score         | Details |
| -------------------- | ------------ | -------- | ---------- | ---------------------- | ------------- | ------- |
| gewonnen challengers |              |          |            |                        |               |         |
| 1.                   | 24 juli 2022 | Triëst   | Gravel     | Zhang Zhizhen          | 4-6, 6-3, 6-3 |         |